# Deutsches Generalkonsulat in Breslau
Das Generalkonsulat der Bundesrepublik Deutschland in Breslau (polnisch Konsulat Generalny Niemiec we Wrocławiu) ist eine konsularische Vertretung in der polnischen Stadt Breslau (Wrocław). Sie befindet sich in der ulica Podwale 76im Stadtteil Przedmieście Oławskie seit 1990.

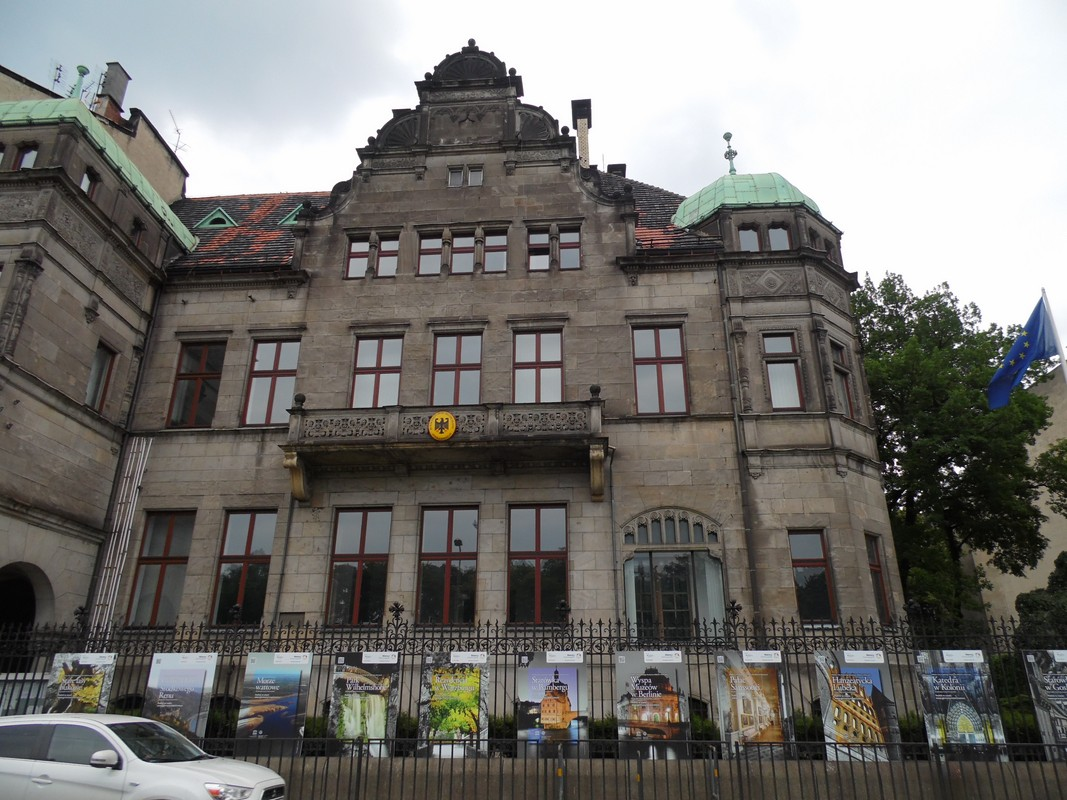
Generalkonsulat in Breslau

Das Generalkonsulat wird seit August 2022 von Martin Kremer geleitet.